# Cleveland
Cleveland – miasto w Stanach Zjednoczonych, w północno-wschodniej części stanu Ohio, ośrodek administracyjny hrabstwa Cuyahoga, położone na południowym brzegu jeziora Erie, nad ujściem rzeki Cuyahoga. W 2020 roku miasto liczyło 372 624 mieszkańców, a obszar metropolitalny Cleveland–Elyria – 2 088 251.
Znaczący port w obrębie Wielkich Jezior, ośrodek finansowy, handlowy, naukowy (trzy uniwersytety, centrum badań kosmicznych) i kulturalny (Cleveland Orchestra). Miasto założone w 1796 roku. Siedziba Standard Oil Company od 1870 roku. W mieście gra profesjonalny klub NBA Cleveland Cavaliers.
Z dorocznego (2010) rankingu magazynu „Forbes” wynika, że Cleveland jest „najbardziej przygnębiającym miastem Stanów Zjednoczonych” – m.in. z powodu takich zjawisk jak duże bezrobocie, wysokie podatki, czy korupcja. W Cleveland, w 1914 roku zastosowano pierwszą elektryczną sygnalizację świetlną. W tym samym roku powstał Federal Reserve Bank of Cleveland, który stał się jednym z 12 federalnych banków USA.
Cleveland bywa określany mianem „C-Town”.

## Gospodarka
Wielki ośrodek przemysłowy. Ważny ośrodek hutnictwa żelaza; rozwinięty przemysł środków transportu, metalowy, maszynowy, chemiczny.

## Miasta partnerskie
Aleksandria (Egipt)

 Bahyr Dar (Etiopia)

 Bangalore (Indie)

 Braszów (Rumunia)

 Bratysława (Słowacja)

 Holon (Izrael)

 Fier (Albania)

 Gdańsk (Polska)

 Heidenheim an der Brenz (Niemcy)

 Hrabstwo Mayo (Irlandia)

 Ibadan (Nigeria)

 Kłajpeda (Litwa)

 Konakry (Gwinea)

 Lima (Peru)

 Lublana (Słowenia)

 Miszkolc (Węgry)

 Segundo Montes (Salwador)

 Tajpej (Tajwan)

 Wołgograd (Rosja)

## Galeria zdjęć

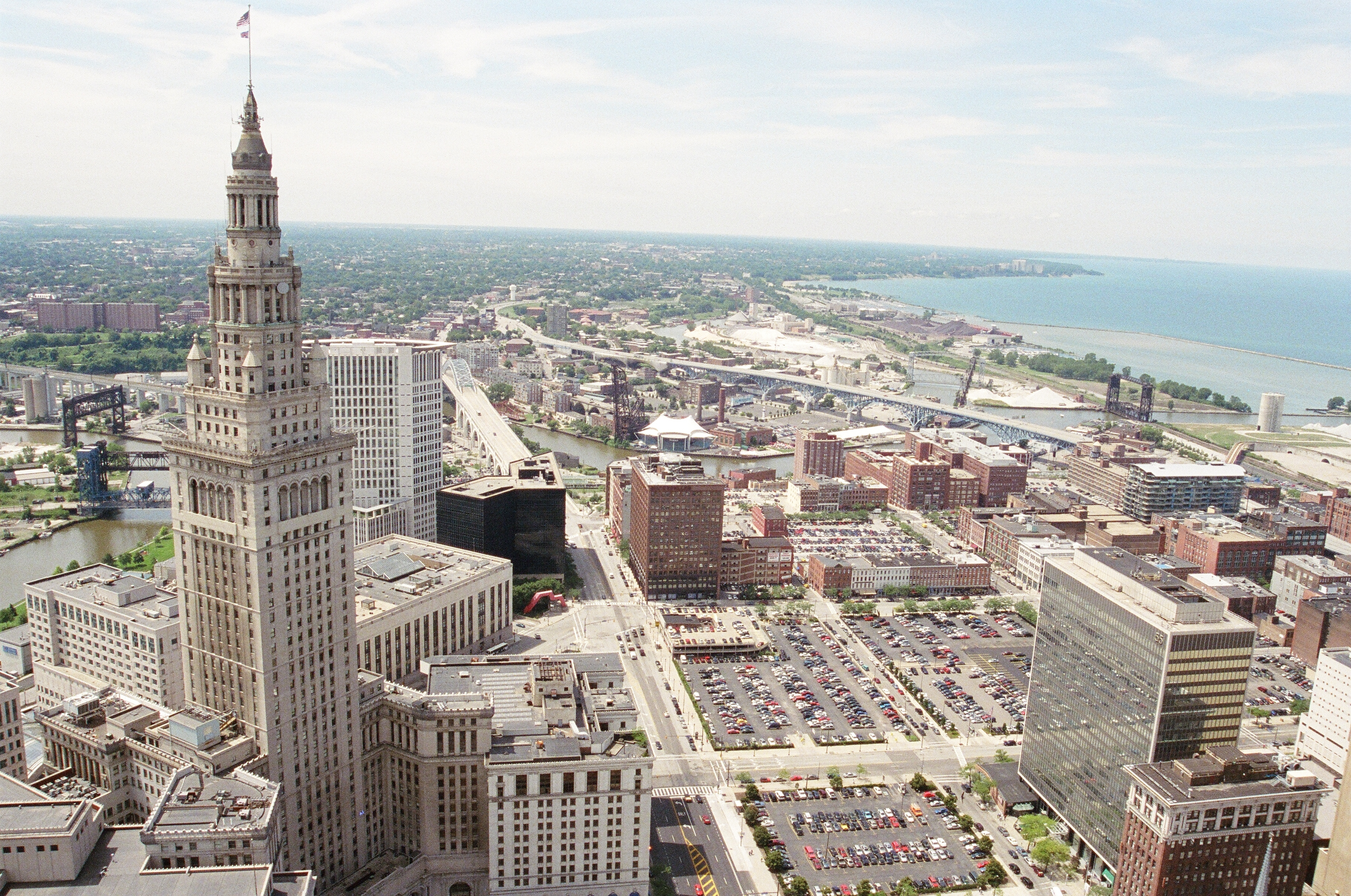
Terminal Tower w Cleveland
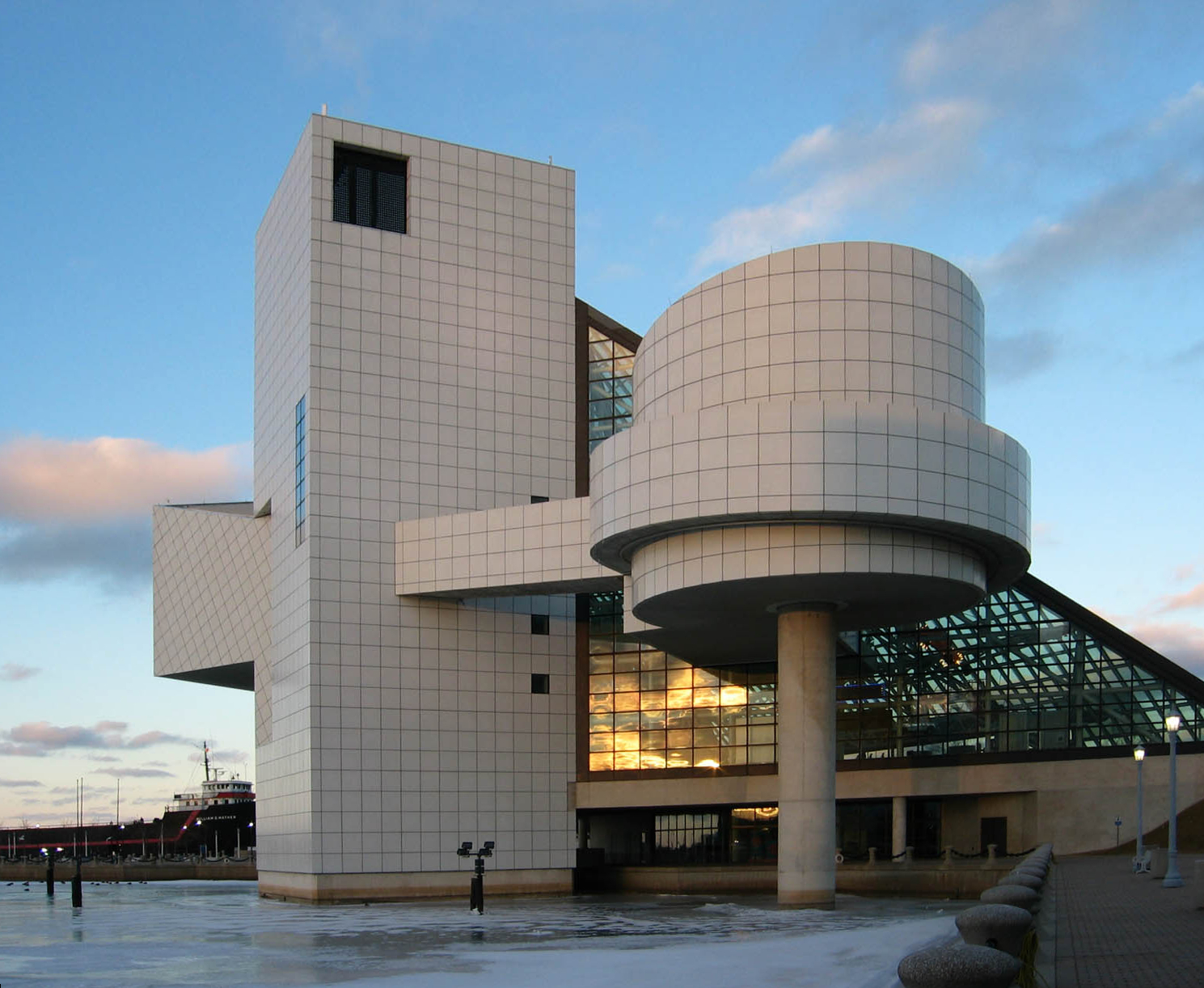
Rock and Roll Hall of Fame leży nad brzegiem jeziora Erie
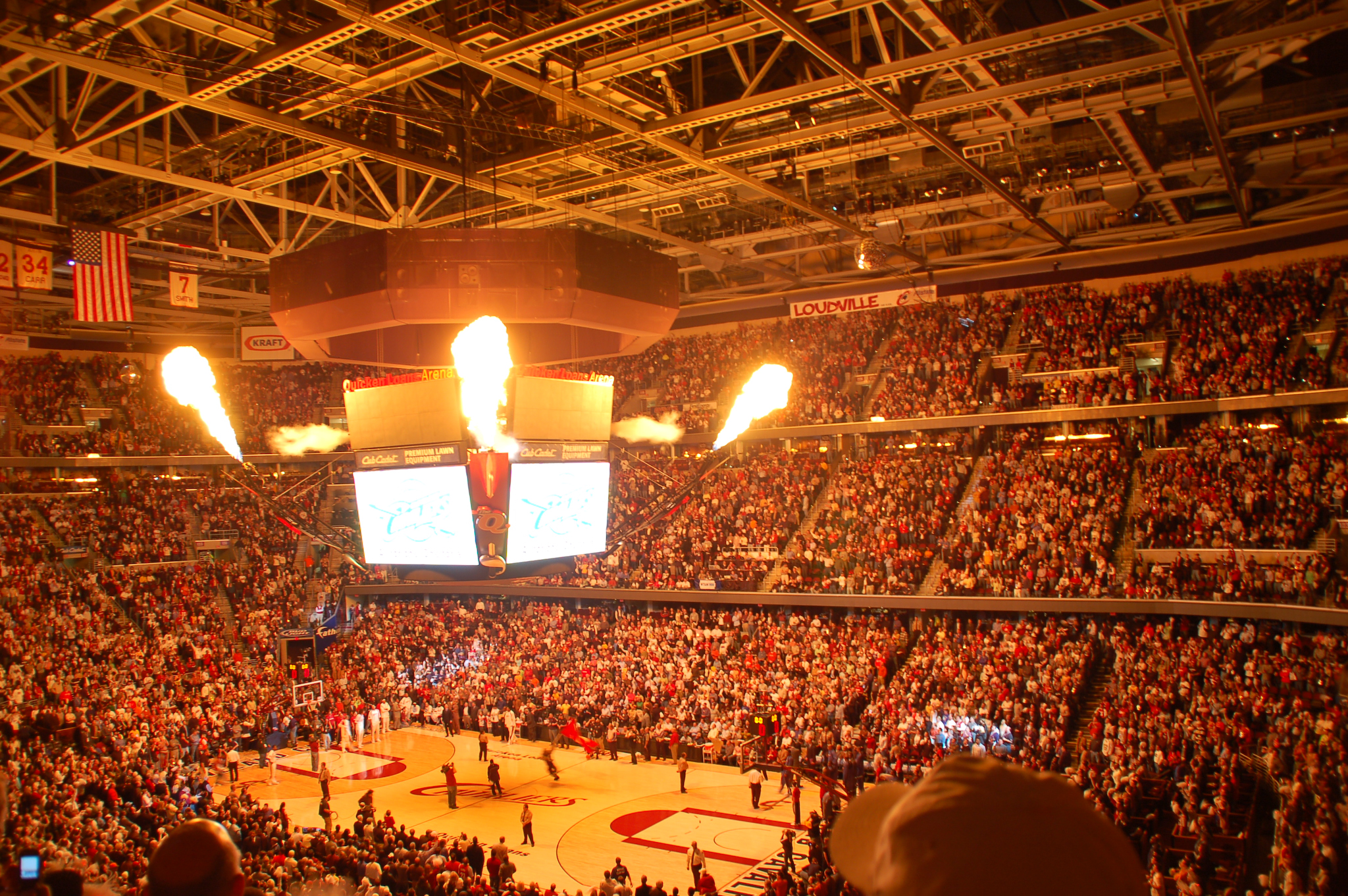
Zawodnicy Cleveland Cavaliers grający mecz w Quicken Loans Arena
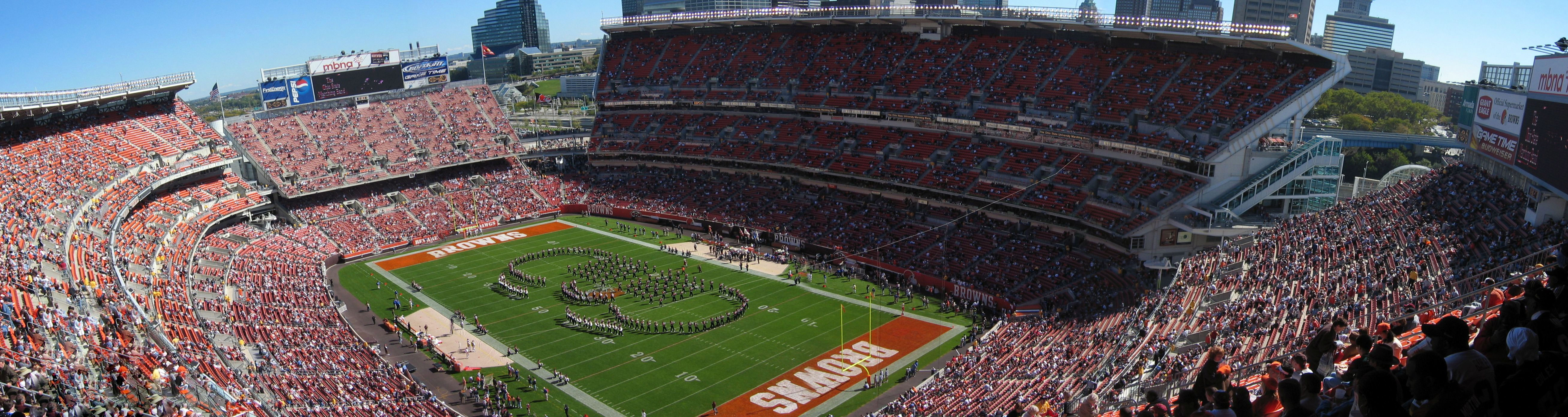
Mecze Cleveland Browns przyciągają tłumy na stadion Cleveland Browns Stadium
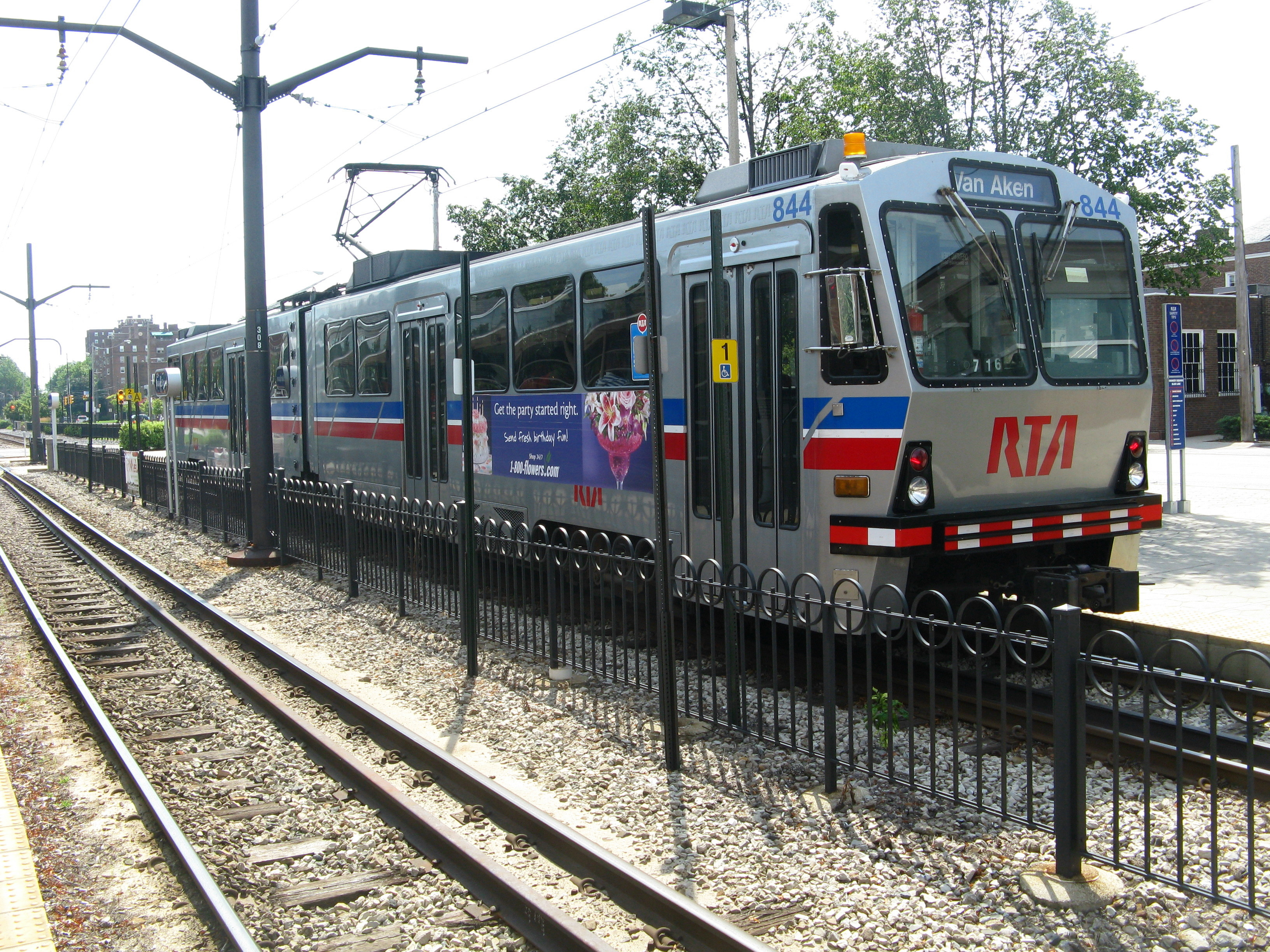
Tramwaj należący do sieci lekkiej kolei miejskiej w Cleveland na stacji Shaker Square
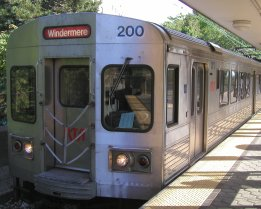
Pociąg metra w Cleveland na stacji
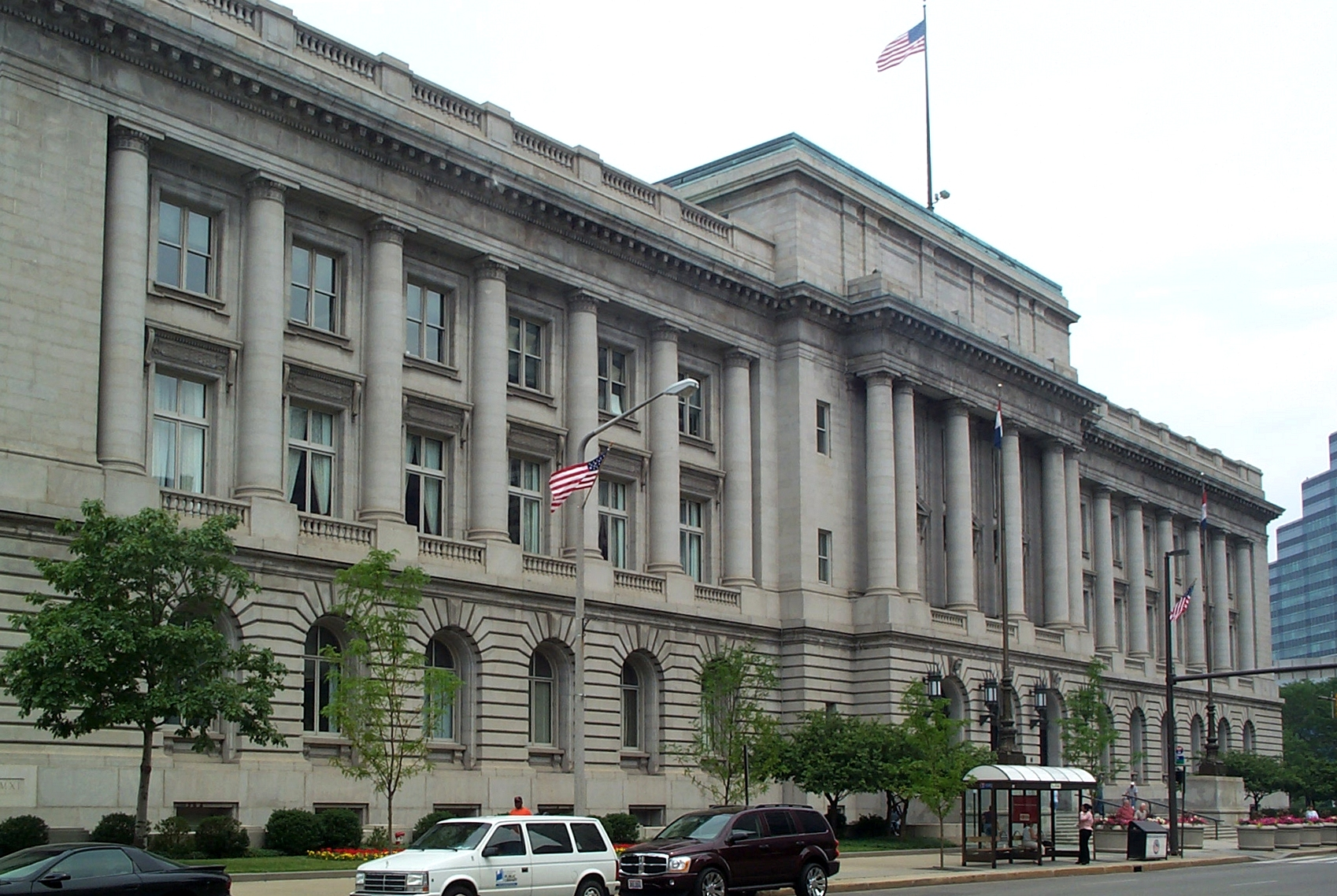
Ratusz
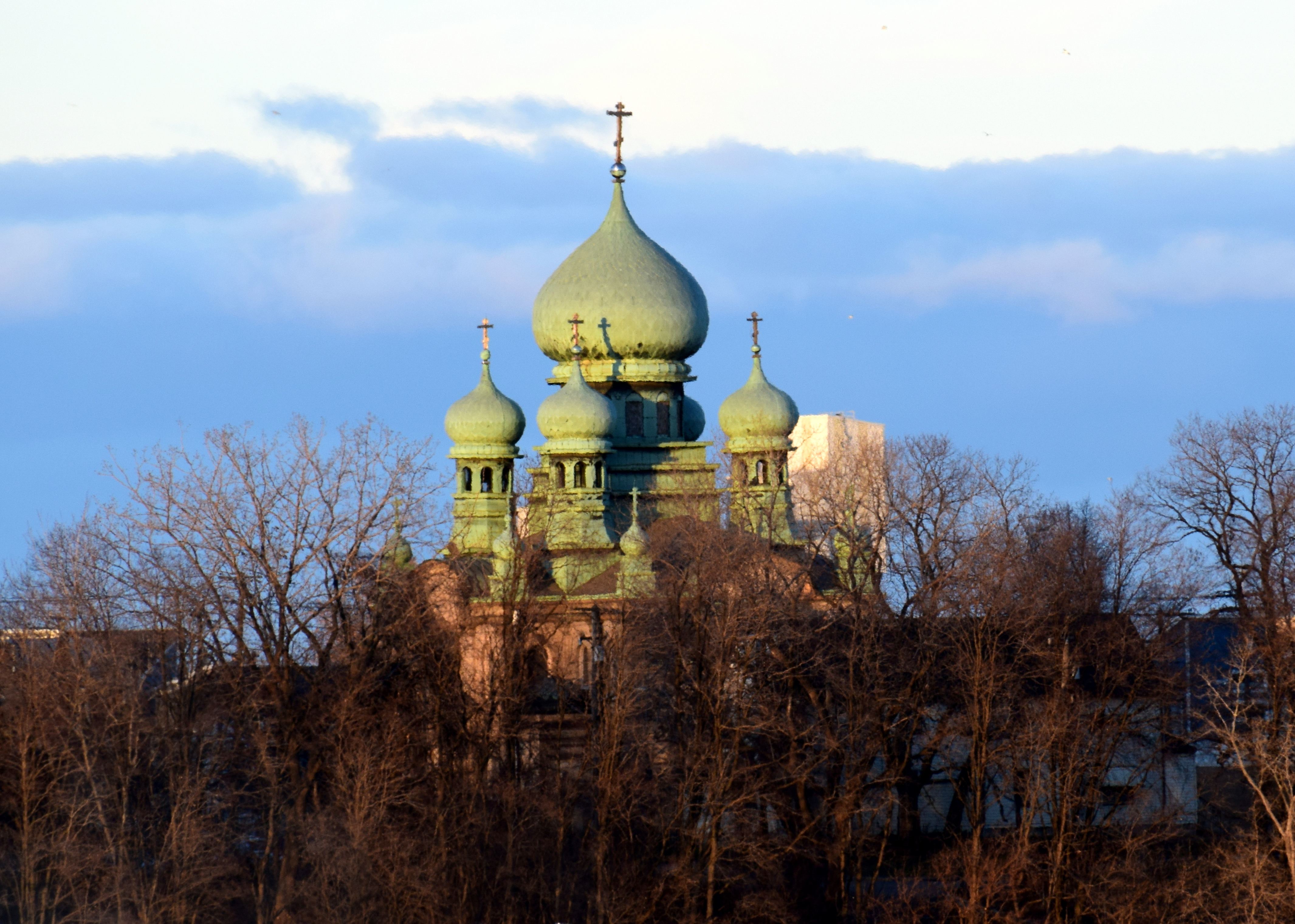
Sobór św. Teodozego